# Hisukattus
Hisukattus  (лат.) — род аранеоморфных пауков из подсемейства Amycinae в семействе пауков-скакунов (Salticidae). Все виды данного рода распространены странах Южной Америки.

## Виды
- Hisukattus alienus Galiano, 1987 — Бразилия
- Hisukattus simplex (Mello-Leitão, 1944) — Аргентина
- Hisukattus transversalis Galiano, 1987 — Аргентина, Парагвай
- Hisukattus tristis (Mello-Leitão, 1944) — Аргентина